# Remmarlöv
Remmarlöv är kyrkby i Remmarlövs socken i Eslövs kommun i Skåne län, belägen cirka fem kilometer väster om Eslövs centrum.
Remmarlövs kyrka ligger här.